# Myrtilus

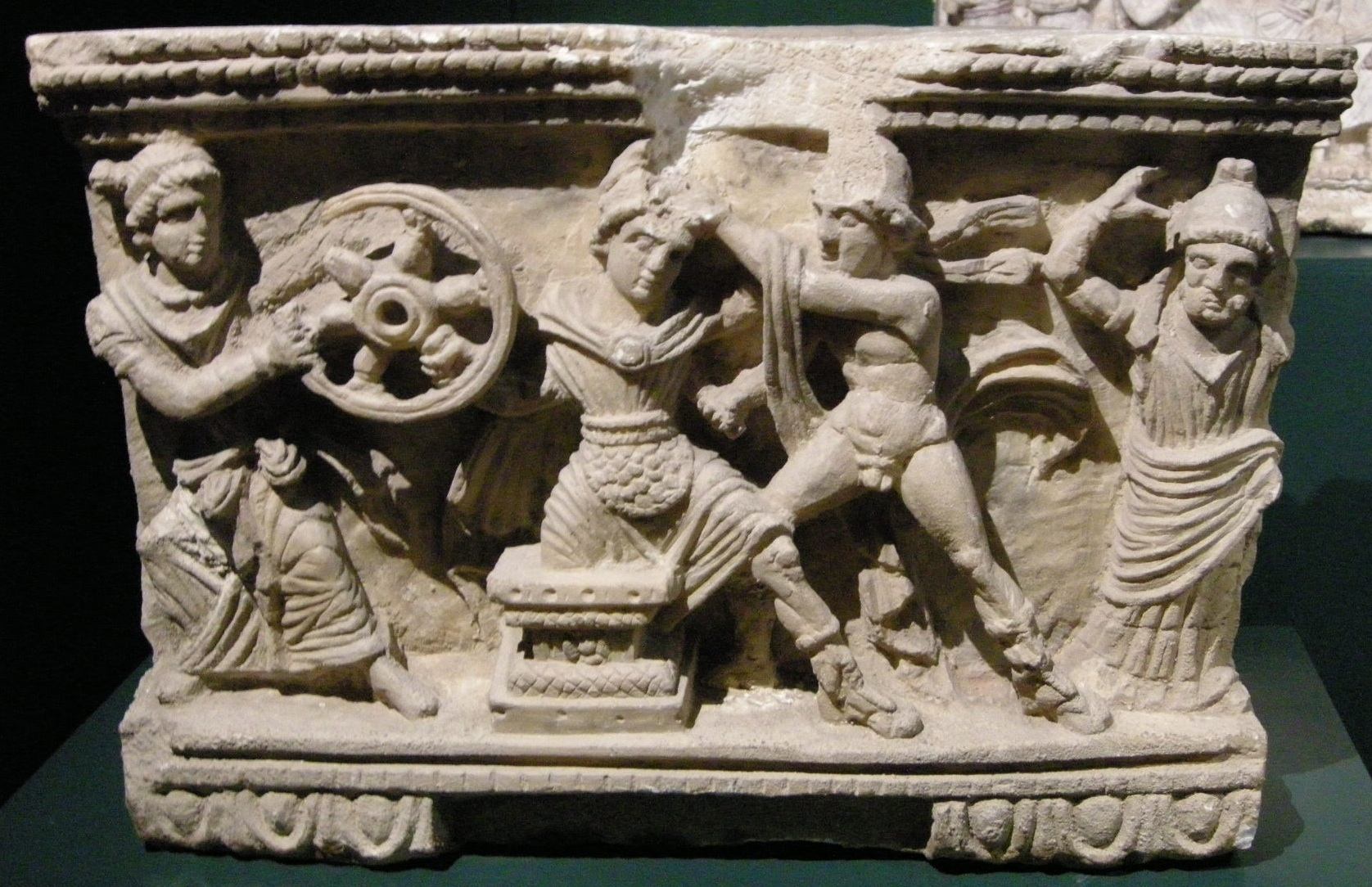
Cái chết của Myrtilus được khắc họa lại trên một chiếc bình cổ.

Trong thần thoại Hy Lạp, Myrtilus (tiếng Hy Lạp cổ:Μυρτίλος) là một á thần, con trai của thần Hermes. Có nhiều  nguồn khác nhau đề cập tới mẹ của Myrtilus: có thể là một nữ tướng Amazon Myrto, Phaethusa (con gái của vua Danaus) , hoặc là một tiên nữ nymphe hoặc một người phụ nữ phàm trần tên là Clytie, Clymene hoặc Cleobule (Theobule). Myrtilus là người đánh xe ngựa cho vua Oenomaus của thành Pisa.

## Thần thoại
Pelops, một người cầu hôn công chúa Hippodamia con gái của vua Oenomaus của thành Pisa phải chiến thắng trong cuộc đưa xe ngựa với vua Oenomaus để cưới được Hippodamia. Vì vậy, Pelops (hoặc chính Hippodamia theo một số dị bản khác) đã tìm tới Myrtilus, người đánh xe ngựa cho nhà vua Oenomaus nhờ sự giúp đỡ và hứa sẽ cho Myrtilus nằm chung giường với Hippodamia vào đêm tân hôn đầu tiên.
Myrtilus, vốn thực ra đem lòng yêu mến Hippodamia nhưng không dám nhờ bàn tay của cha mình là thần Hermes giúp đỡ, vậy nên Myrtilus phải tự chấp nhận bằng cách thay thế những chiếc bánh xe bằng đồng thành những chiếc khác được phủ một lớp sáp ong. Khi cuộc đưa xe ngựa diễn ra, xe ngựa của vua Oenomaus vỡ tan tành khiến cho ông ta chết. Pelops dù chiến thắng nhưng đã quịt lời hứa với Myrtilus. Pelops dụ Myrtilus rồi đẩy ngã anh xuống bờ biển phía đông của bán đảo Peloponnesus, sau này biển đó được đặt tên là Myrtoan để tưởng nhớ tới người anh hùng Myrtilus. Xác chết của Myrtilus sau đó được vớt lên và mang tới đền thờ thần Hermes để tôn vinh cũng như để làm lễ hiến tế hàng năm. Cũng có dị bản nói rằng, Myrtilus sau khi chết đã hóa thành chòm sao Auriga.
Trước khi chết, Myrtilus còn nguyền rủa Pelops rằng con cháu của ông sẽ phải gánh chịu tai họa truyền từ đời này sang đời khác: đó là một mối thù truyền kiếp bắt nguồn từ hai anh em sinh đôi Atreus và Thyestes trước tiên, một trong số những người con trai của Pelops với Hippodamia.